# Gmundner Gesangsverein 1861
Der Gmundner Gesangsverein 1861 ist ein Traditionsgesangsverein aus Gmunden. Der Verein hatte im Lauf der Geschichte prominente Vorstände wie den Komponisten Johann Evangelist Habert und prominente Mitglieder wie den Komponisten August Pepöck, der auch die Vereinshymne Gmundner Motto komponierte.

## Geschichte
Gegründet wurde der Gmundner Gesangsverein am 3. April 1861 als Gmundner Männergesangsverein vor dem Hintergrund der Reaktionsära, die auf die Europäischen Revolutionen 1848/1849 folgte. Es war den Bürgern die politische Betätigung verboten, auch die Gründen von Vereinen war untersagt. Die Bildung von musikalischen Gemeinschaften wurde, so sie im privaten Rahmen blieben geduldet. Der Gesangsverein war daher eine Möglichkeit für die Gmundner Bürger, sich abseits der Kontrolle durch die Obrigkeit zu sammeln. Der Gesangsverein setzte sich aus dem wohlhabenden Teil des Bürgertums zusammen, Mitglieder waren vor allem Lehrer, Buchhändler, Schuldirektoren, Hoteliers, Drogisten und Kaufleute. 1862 schloss sich der unter Startschwierigkeiten leidende Chor dem Oberösterreichisch-Salzburgischen Sängerbund an. 
Im Gegensatz zu zahlreichen anderen Musikvereinen, die aus ähnlichen Hintergründen entstanden, gelang es dem Gmundner Männergesangsverein, sich auf einem professionellen Musikalischen Niveau zu etablieren. Das Salzkammergut entwickelte sich zu einem Tourismuszentrum, das auch die musikalischen Kreise aus Wien anzog. Die Komponisten Johann Evangelist Habert oder August Pepöck bildeten das künstlerische Rückgrat und versorgten den Chor mit künstlerisch gehaltvollen Stücken. Der Männergesangsverein übernahm in Konzerten des Gmundner Musikvereins den Gesangspart. Dass sich der Männergesangsverein damit künstlerisch etablieren konnte zeigen positive Rezeptionen auch in Zeitschriften aus dem gesamten deutschsprachigen Raum. Das Musikalische Wochenblatt schrieb 1871, dass Gmunden musikalisch dem um ein Vielfaches einwohnerstärkeren Linz nicht nachstehe.
Der Männergesangsverein nahm sich auch um das Volksliedgut aus der Salzkammergutregion an. Gründungskapellmeister Johann Krepper nahm sich besonders um das traditionelle Liedgut der Bergleute aus dem benachbarten Ebensee und Hallstatt an. Unter Krepper und seinen Nachfolgern wurden mehrere Liederbücher zusammengestellt, in denen dieses teils schon vergessene Liedgut erhalten geblieben ist. 
1879 fand das 4. Bundessängerfest des  Oberösterreichisch-Salzburgischen Sängerbundes in Gmunden statt. Bis zum Ersten Weltkrieg entwickelte sich der Männergesangsverein gedeihlich fort und wurde zu einem fixen Bestandteil des Gmundner Kulturlebens. Während des Ersten Weltkriegs waren zahlreiche Sänger eingerückt, der Gesangsbetrieb konnte nicht aufrechterhalten werden. 1933 fand das 14. Bundessängerfest des OÖSSB in Gmunden statt, zu den Teilnehmern zählte auch Bundespräsident Miklas. 1936 schlossen sich der Männergesangsverein Edelweiß und der Männergesangsverein 1861 zum Gmundner Männergesangsverein 1861 zusammen. Während des Zweiten Weltkriegs kam der Vereinsbetrieb erneut fast zum Erliegen, konnte aber nach dem Krieg durch den unermüdlichen Einsatz der Mitglieder wieder aufgenommen werden.
1956 schlossen sich mehrere Damengesangsgruppen dem Männergesangsverein an, der Verein wurde daher in seinen heutigen Namen, Gmundner Gesangsverein 1861 umbenannt. 2006 übernahm Orgelbaumeister Andreas Kaltenbrunner den Taktstock. Er ist beruflich als Orgelbauer, Klaviermacher und Kirchenmusiker sehr engagiert. Als Organist wirkte er von 1973 bis 2003 in Grünau im Almtal, und gleichzeitig als Organist von 1977 bis 2005 in Scharnstein. 2006 reiste der Chor gemeinsam mit 4 weiteren Chören nach Rom und führte die Große Credo Messe von W.A.Mozart sowohl in Sankt Paul vor den Mauern (nach dem Petersdom die zweitgrößte Kirche Roms), als auch im berühmten Pantheon auf.

## Auszeichnungen
Beim vom Chorverband Oberösterreich veranstalteten 3. Chorwettbewerb 2014 in der Arena von Verona erreichte der Gmundner Gesangsverein 1861 den 2. Platz in der Kategorie der Erwachsenenchöre.